# Manchester British-Americans
Los Manchester British-Americans fueron un equipo de baloncesto estadounidense fundado en 1951, con sede en la ciudad de Manchester (Connecticut). El equipo disputó dos temporadas en la ABL (American Basketball League). La segunda temporada, 1952-53, fue la última temporada de la ABL antes de su suspensión de operaciones, y los British-Americans ganaron el campeonato.
Una vez terminada la temporada, los Manchester British-Americans se disolvieron.

## Trayectoria
| Año     | Liga | Temp. regular | Playoffs       |
| ------- | ---- | ------------- | -------------- |
| 1951/52 | ABL  | 5º            | No clasificado |
| 1952/53 | ABL  | 1º            | Campeón        |

- Datos: Q6747290